# Мохамед Шауки
Мохамед Али Салам Шауки (на арабски: محمد شوقي) е египетски футболист.

## Биография
Роден е на 15 октомври 1981 г. в Порт Саид. Играе на позиция полузащитник за родния си клуб Ел Ахли, както и за Египетския национален отбор по футбол. Играе във всички мачове за Египет за Купа на африканските нации през 2006 г., когато Египет става шампион. Той отбелязва един гол срещу Бразилия в мач за Купа на конфедерациите 2009.